# Loreak
Loreak é um filme de drama espanhol de 2014 dirigido e escrito por Jon Garaño e Jose Mari Goenaga. Foi selecionado como representante da Espanha à edição do Oscar 2015, organizada pela Academia de Artes e Ciências Cinematográficas.

## Elenco
- Nagore Aranburu - Ane
- Itziar Ituño - Lourdes
- Itziar Aizpuru - Tere
- Josean Bengoetxea - Beñat
- Egoitz Lasa - Ander
- Ane Gabarain - Jaione
- José Ramón Soroiz - Txema
- Jox Berasategi - Jexus